# .357 SIG
.357 SIG ist eine von SIGARMS in Zusammenarbeit mit Federal Cartridge 1994 entwickelte Zentralfeuerpatrone. Die .357 SIG verwendet eine modifizierte .40-S&W-Hülse, wobei der Hülsenhalsdurchmesser zum Hülsenmund hin verkleinert wurde, sodass .355-Geschosse verwendet werden können. Es handelt sich also um eine Patrone mit Flaschenhalshülse, die ähnliche Eigenschaften wie eine Gewehrpatrone aufweist. SIG vermied es, seine neue Patrone als 9 × 22 mm zu bewerben, um eine vorherige öffentliche Ablehnung zu vermeiden. Stattdessen nannten sie sie .357, um den Grund für die neue Patrone zu versinnbildlichen: Sie sollte die gleichen Eigenschaften wie die 125 grain schwere .357-Magnum-Patrone haben, jedoch in einer halbautomatischen Waffe genutzt werden.
Wegen der relativ hohen Mündungsgeschwindigkeit ergibt sich eine besonders günstige ballistische Flugbahn, welche die effektive Reichweite einer Waffe im Kaliber .357 SIG erhöht. Der E0-Wert kann bei entsprechender Munition über 1050 J liegen, was bei Pistolen eher die Ausnahme ist. Dies sorgt für eine besonders hohe Durchschlagskraft, weshalb die .357 SIG sich auch gut für den Einsatz gegen geschützte Ziele eignet.

## Bezeichnung
Im deutschen Nationalen Waffenregister (NWR) wird die Patrone unter Katalognummer 1155 unter folgenden Bezeichnungen geführt (gebräuchliche Bezeichnungen in Fettdruck)
- .357 SIG (Hauptbezeichnung)
- .357 AP
- 9 x 22

## Umbauten

Maße der .357 SIG

Viele .40-S&W-Kaliber-Pistolen können zu .357-SIG-Kaliber-Pistolen umgebaut werden, indem man den Lauf ersetzt. Pistolen mit relativ schwachen Rückstoßfedern erfordern auch den Austausch dieser. Magazine sind miteinander kompatibel. .357-SIG-Umbau-Kits haben zudem die Popularität dieser Patrone gesteigert, jedoch sollte hier angemerkt werden, dass die .357 bis zu 345 bar höheren Druck erzeugen kann als die .40 S&W, was sich negativ auf die .40-S&W-Pistolen auswirken kann.

## Verwendung
Die SIG Sauer P229 mit Kaliber .357 SIG ist die derzeitige Standard-Waffe des United States Secret Service, der Virginia State Police, der US Marshals, der Texas Rangers und diverser anderer Behörden in den USA. In vielen Fällen ersetzte sie Waffen im Kaliber .40 S&W oder 9-mm-Parabellum. 1995 führte das Texas Department of Public Safety als erste Regierungsbehörde die .357 SIG ein.